# 155街車站 (IND第八大道線)
155街車站（英語：155th Street station）是紐約地鐵IND第八大道線的慢車地鐵站，位於曼哈頓哈萊姆區和華盛頓高地的交界155街及聖尼古拉斯大道，設有C線（任何時候停站（深夜除外））與A線（僅深夜停站）列車服務。

## 車站結構
| G  | 街道               | 出入口                                                 |
| B1 | 夾層               | 閘機、車站詢問處                                       |
| B2 | 側式月台，右側開門 | 側式月台，右側開門                                     |
| B2 | 北行               | 往168街（ 深夜時往英伍德-207街（163街-阿姆斯特丹大道） |
| B2 | 南行               | 往尤克利德大道（ 深夜時往遠洛克威-莫特大道）（145街）  |
| B2 | 側式月台，右側開門 |                                                        |
| B3 | 北行快速           | 不停靠                                                 |
| B3 | 南行快速           | 不停靠                                                 |

此站於1932年9月10日啟用，設有兩個側式月台和兩條慢車軌道。兩條快車軌道在車站下方通過，月台上不能看見。
此站一度設有全站長度的夾層，但153街的南端現時已經關閉作為MTA紐約市交通的設施。北端的155街設有通風口和高天花。

## 外部連結
- nycsubway.org—IND 8th Avenue: 155th Street
- Station Reporter — C Train
- The Subway Nut — 155th Street Pictures（页面存档备份，存于）
- 155th Street southwestern corner entrance from Google Maps Street View
- Platforms from Google Maps Street View （页面存档备份，存于）